# James Spader
James Todd Spader (Boston, 7 febbraio 1960) è un attore statunitense.
È diventato noto grazie alla partecipazione in alcuni film di successo come Sesso, bugie e videotape, con cui ha vinto il premio per il migliore attore al Festival di Cannes, Calda emozione, Stargate, Crash, Secretary e Avengers: Age of Ultron.
Nella sua carriera ha ottenuto tre candidature ai Golden Globe per il miglior attore in una serie drammatica; ha vinto tre Emmy Award per il ruolo di Alan Shore nella serie TV The Practice - Professione avvocati e il suo spin-off Boston Legal. Dal 2013 al 2023 ha interpretato il personaggio di Raymond "Red" Reddington nella serie televisiva The Blacklist.

## Biografia
James Spader è nato a Boston il 7 febbraio 1960 e ha frequentato la Brooks School di Andover nel Massachusetts, dove suo padre, Todd Spader, insegnava. La famiglia viveva nel campus e Spader era uno degli studenti più famosi della scuola. Successivamente ha frequentato la Phillips Academy, ma ha abbandonato i corsi (durante l'undicesimo anno) trasferendosi a New York per seguire la sua vocazione di attore.
Spader ha spesso recitato in ruoli di yuppie apparentemente normale (oppure in uno stato di evidente stress per il mancato sfogo delle tensioni interiori) che sotto l'apparenza per bene nasconde vari tipi di deviazione sessuale. Spader comincia la sua carriera in questi ruoli con Bella in rosa (1986).
Ha anche interpretato il ruolo di Alan Shore, l'eccentrico avvocato presente prima nella serie The Practice - Professione avvocati, ideata da David E. Kelley per il network ABC (ruolo per cui ha vinto un Emmy Award), e poi protagonista dello spin-off Boston Legal, per il quale ha vinto un altro Emmy nel 2005, diventando così uno dei pochi attori ad aver vinto due Emmy interpretando lo stesso personaggio in due serie differenti, (un altro è stato il co-protagonista di Boston Legal William Shatner).
Dal 2011 al 2012 ha recitato in 25 episodi della serie The Office, interpretando il personaggio di Robert California, eccentrico amministratore delegato dell'azienda Sabre. Dal 2013 interpreta il personaggio di Raymond "Red" Reddington, nella serie televisiva The Blacklist, un ricercato che si costituisce all'FBI con l'intento di far arrestare i peggiori criminali con i quali ha avuto a che fare nel corso della sua carriera. Nel 2015 ha interpretato il villain Ultron nel sequel di The Avengers, intitolato Avengers: Age of Ultron del Marvel Cinematic Universe.

## Vita privata
Ha conosciuto la sua futura moglie, Victoria, mentre lavorava in uno studio di yoga poco dopo essersi trasferito a New York nei primi anni ottanta. Lei spesso lo accompagnava nei suoi viaggi, sia sul set dei film sia soltanto sulla strada che lo portava alla location. Si sono sposati nel 1987 e hanno avuto due figli, Sebastian (1989) ed Elijah (1992). Hanno divorziato nel 2004. Dal 2002 è legato all'attrice Leslie Stefanson, da cui ha avuto un figlio, Nathaneal, nel settembre 2008 .

## Filmografia

### Cinema
- Amore senza fine (Endless Love), regia di Franco Zeffirelli (1981)
- Ultima occasione (Tuff Turf), regia di Fritz Kiersch (1985)
- Pericolo dallo spazio (Starcrossed), regia di Jeffrey Bloom – film TV (1985)
- Terrore al luna park (The New Kids), regia di Sean S. Cunningham (1985)
- Bella in rosa (Pretty in Pink), regia di Howard Deutch (1986)
- Baby Boom, regia di Charles Shyer (1987)
- Al di là di tutti i limiti (Less than Zero), regia di Marek Kanievska (1987)
- Mannequin, regia di Michael Gottlieb (1987)
- Wall Street, regia di Oliver Stone (1987)
- Jack's Back, regia di Rowdy Herrington (1988)
- La ragazza dei sogni (The Rachel Papers), regia di Damian Harris (1989)
- Sesso, bugie e videotape (Sex, Lies, and Videotape), regia di Steven Soderbergh (1989)
- Cattive compagnie (Bad Influence), regia di Curtis Hanson (1990)
- Calda emozione (White Palace), regia di Luis Mandoki (1990)
- I corridoi del potere (True Colors), regia di Herbert Ross (1991)
- Bob Roberts, regia di Tim Robbins (1992)
- Il mistero di Storyville (Storyville), regia di Mark Frost (1992)
- La musica del caso (The Music of Chance), regia di Philip Haas (1993)
- Incubo d'amore (Dream Lover), regia di Nicholas Kazan (1994)
- Wolf - La belva è fuori (Wolf), regia di Mike Nichols (1994)
- Stargate, regia di Roland Emmerich (1994)
- Due giorni senza respiro (2 Days in the Valley), regia di John Herzfeld (1996)
- Crash, regia di David Cronenberg (1996)
- Keys to Tulsa, regia di Leslie Greif (1997)
- Driftwood - Ossessione fatale (Driftwood), regia di Ronan O'Leary (1997)
- Se mi amate... (Critical Care), regia di Sidney Lumet (1997)
- Amori e ripicche (Curtain Call), regia di Peter Yates (1998)
- Supernova, regia di Walter Hill (2000)
- Killing Point - Il prezzo del tradimento (Slow Burn), regia di Christian Ford (2000)
- The Watcher, regia di Joe Charbanic (2000)
- Speaking of Sex, regia di John McNaughton (2001)
- The Stickup - Il colpo perfetto (The Stickup), regia di Rowdy Herrington (2002)
- Secretary, regia di Steven Shainberg (2002)
- I Witness - La verità uccide (I Witness), regia di Rowdy Herrington (2003)
- Cacciatore di alieni (Alien Hunter), regia di Ron Krauss (2003)
- Shadow of Fear - L'ombra della paura (Shadow of Fear), regia di Rich Cowan (2004)
- Il mistero della pietra magica (Shorts), regia di Robert Rodriguez (2009)
- Lincoln, regia di Steven Spielberg (2012)
- The Homesman, regia di Tommy Lee Jones (2014)
- Avengers: Age of Ultron, regia di Joss Whedon (2015)[5]

### Televisione
- Un assassino in famiglia (A Killer in the Family), regia di Richard T. Heffron – film TV (1983)
- Pericolo dallo spazio (Starcrossed), regia di Jeffrey Bloom – film TV (1985)
- Seinfeld – serie TV, 1 episodio (1997)
- The Pentagon Papers, regia di Rod Holcomb – film TV (2003)
- The Practice - Professione avvocati (The Practice) – serie TV, 22 episodi (2003-2004)
- Boston Legal – serie TV, 101 episodi (2004-2008)
- The Office – serie TV, 25 episodi (2011-2012)
- The Blacklist – serie TV, 218 episodi (2013-2023)

## Riconoscimenti
- Golden Globe
  - 2005 – Candidatura al miglior attore in una serie drammatica per Boston Legal
  - 2014 – Candidatura al miglior attore in una serie drammatica per The Blacklist
  - 2015 – Candidatura al miglior attore in una serie drammatica per The Blacklist
- Premio Emmy
  - 2004 – Miglior attore in una serie drammatica per The Practice – Professione avvocati
  - 2005 – Miglior attore in una serie drammatica per Boston Legal
  - 2007 – Miglior attore in una serie drammatica per Boston Legal
  - 2008 – Candidatura al miglior attore in una serie drammatica per Boston Legal
- Festival di Cannes
  - 1989 – Miglior attore per Sesso, bugie e videotape

## Doppiatori italiani
Nelle versioni in italiano delle opere in cui ha recitato, James Spader è stato doppiato da:
- Sandro Acerbo in Stargate, Driftwood - Ossessione fatale, The Watcher, Secretary, Boston Legal, Il mistero della pietra magica
- Tonino Accolla in Amore senza fine, Bella in rosa, Crash
- Mauro Gravina in Baby Boom, Speaking of Sex, Shadow of Fear
- Angelo Maggi in Jack's Back, The Practice - Professione avvocati, The Blacklist
- Roberto Chevalier in Mannequin, Wolf - La belva è fuori
- Vittorio De Angelis ne La ragazza dei sogni, Seinfeld
- Loris Loddi in Sesso, bugie e videotape, Cattive compagnie
- Gianluca Tusco in Incubo d'amore, Supernova
- Antonio Sanna in Due giorni senza respiro, Cacciatore di alieni
- Marco Guadagno in Terrore al luna park
- Luca Dal Fabbro in Al di là di tutti i limiti
- Luca Ward in Wall Street
- Danilo De Girolamo in Calda emozione
- Roberto Pedicini in Il mistero di Storyville
- Fabrizio Picconi in Keys to Tulsa
- Riccardo Rossi in Se mi amate...
- Massimiliano Manfredi in Amori e ripicche
- Giorgio Locuratolo in The Office
- Simone Mori in Lincoln

Nei prodotti nei quali ha partecipato come doppiatore, è stato sostituito da:
- Vittorio De Angelis in Frasier
- Stefano Alessandroni in Avengers: Age of Ultron[5]